# Краснодарська АЕС
Краснодарська атомна електростанція (рос. Краснодарская АЭС) — планована атомна електростанція в Радянському Союзі. Вона мала розташовуватися поблизу міста Мостовський Краснодарського краю. Після аварії на Чорнобильській АЕС у 1986 році та подальшого економічного колапсу плани будівництва атомної електростанції в Краснодарському краї були скасовані в січні 1988 року. Є думки, що протести проти Краснодарської АЕС почали ланцюгову реакцію, через яку люди почали протестувати проти інших АЕС в СРСР.

## Історія та технічна інформація

### Витоки
Для розміщення майбутньої АЕС пропонувалося 46 майданчиків, потім їх кількість скоротили до 12, потім до 6. У 1982 році остаточне місце для будівництва 4-тис. МВт АЕС було досліджено більш детально з точки зору сейсмічних, геологічних і гідрологічних властивостей, а також впливу на фауну, флору та економічний розвиток території. Цікаво, що вибір Краснодарського краю був зроблений в основному через прохання місцевих жителів, які сподівалися, що їм вдасться контролювати брак електроенергії на Північному Кавказі. Електростанція спочатку повинна була мати один, пізніше до чотирьох реакторів ВВЕР-1000/320 з водою під тиском.

### Скасування проекту
Після Чорнобильської катастрофи у квітні 1986 року відбулися перші протести проти електростанції, в основному через сейсмічні ризики. Неодноразово стурбовані мешканці області надсилали листи до ЦК у Москві з проханням скасувати проект. Це був перший протест проти атомної електростанції в Радянському Союзі, який згодом викликав ланцюгову реакцію та протести проти інших атомних електростанцій.
Після нестримних протестів комуністичне керівництво остаточно скасувало проект у січні 1988 року.

## Інформація про реактори
| Реактор     | Тип реактора  | Продуктивність | Продуктивність | Початок будівництва                             | Підключення до мережі                           | Введення в експлуатацію                         | Закриття |
| Реактор     | Тип реактора  | Нетто          | Брутто         | Початок будівництва                             | Підключення до мережі                           | Введення в експлуатацію                         | Закриття |
| ----------- | ------------- | -------------- | -------------- | ----------------------------------------------- | ----------------------------------------------- | ----------------------------------------------- | -------- |
| Краснодар-1 | ВВЕР-1000/320 | 950 МВт        | 1000 МВт       | Планове будівництво скасовано 1 січня 1988 року | Планове будівництво скасовано 1 січня 1988 року | Планове будівництво скасовано 1 січня 1988 року |          |
| Краснодар-2 | ВВЕР-1000/320 | 950 МВт        | 1000 МВт       | Планове будівництво скасовано 1 січня 1988 року | Планове будівництво скасовано 1 січня 1988 року | Планове будівництво скасовано 1 січня 1988 року |          |
| Краснодар-3 | ВВЕР-1000/320 | 950 МВт        | 1000 МВт       | Планове будівництво скасовано 1 січня 1988 року | Планове будівництво скасовано 1 січня 1988 року | Планове будівництво скасовано 1 січня 1988 року |          |
| Краснодар-4 | ВВЕР-1000/320 | 950 МВт        | 1000 МВт       | Планове будівництво скасовано 1 січня 1988 року | Планове будівництво скасовано 1 січня 1988 року | Планове будівництво скасовано 1 січня 1988 року |          |